# Zapiski Historyczne
Zapiski Historyczne - czasopismo historyczne, poświęcone historii Pomorza i krajów bałtyckich. Ukazuje się od 1908. Jego wydawcą jest Towarzystwo Naukowe w Toruniu. Redaktorem naczelnym jest Bogusław Dybaś.